# Neolimnia vittata
Neolimnia vittata är en tvåvingeart som beskrevs av Harrison 1959. Neolimnia vittata ingår i släktet Neolimnia och familjen kärrflugor. Inga underarter finns listade i Catalogue of Life.